# Charles Robert Ashbee

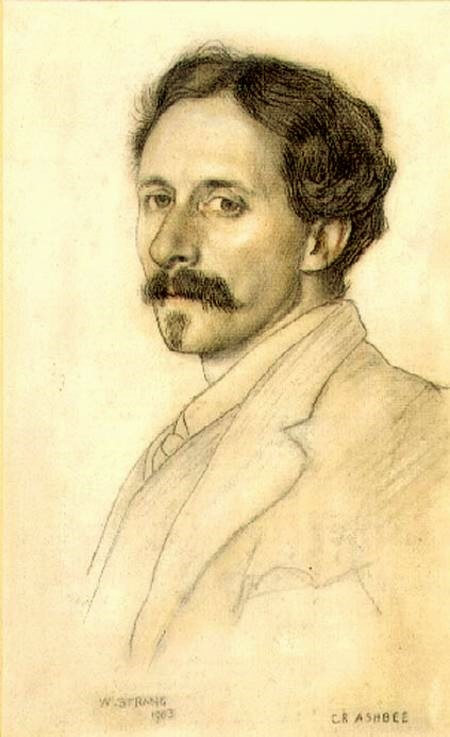
Charles Robert Ashbee, 1903

Charles Robert Ashbee (* 17. Mai 1863 in Isleworth; † 23. Mai 1942 in Godden Green, Sevenoaks, Kent) war ein englischer Architekt, Innenarchitekt, Silberschmied, Kunsthandwerker, Kunsttheoretiker und Dichter.

## Leben
Ashbee entstammte einer wohlhabenden Familie. Sein Vater Henry Spencer Ashbee war Seniorpartner in der Londoner Exportfirma Charles Lavy & Co. seines Schwiegervaters Edward Otto Charles Lavy aus Hamburg, die dessen Sohn Charles Lavy Jun. später erben sollte. Die Tochter von Lavy Sen. und seiner Frau Marian Benjamin, Elisabeth Jenny Lavy (1841–1919), und Ashbees Vater  (1834–1900) heirateten 1862 in Hamburg. Henry Spencer Ashbee war ein bedutener Sammler von erotischer Literatur und Autor mehrerer bibliografischer Werke zu diesem Gebiet. Seit 1865 lebte die Familie in 46 Upper Bedford Place in Bloomsbury.
Charles Robert Ashbee besuchte das Wellington College und studierte von 1883 bis 1886 am King’s College an der University of Cambridge Geschichte. Er geriet unter den Einfluss von Edward Carpenter und begeisterte sich für das Werk von John Ruskin. Ashbee war dann ab 1886 Lehrling bei dem auf Kirchenbau spezialisierten Architekten George Frederick Bodley von Bodley and Garner. Er zog in die 1884 gegründete Toynbee Hall in Whitechapel im Londoner East End, wo er einen Ruskin-Lesezirkel für die Slumbewohner organisierte.
Am 23. Juni 1888 gründete er unter dem Einfluss von William Morris und Edward Carpenter in London die School of Handicraft, eine Lehrwerkstätte für Handwerker, die ihr erstes Domizil im Obergeschoss eines leerstehenden Lagerhauses gegenüber der Toynbee Hall, 35 Commercial Street, inmitten des Armenviertels des East Ends hatte. Am 23. Juni 1888 gründete er die Guild of Handicraft zusammen mit Fred Hubbard, John Pearson, John Williams und C. V. Adams und – nach dem Umzug – die Essex House Press. Ziel war es, Männern der Unter- und Mittelklasse eine praktische Ausbildung zu geben. In der Werkstatt und durch gemeinsames Leben sollten kameradschaftliche und kooperative Beziehungen entstehen. Dazu gehörte auch Sport, Camping, Picknicks und kulturelle Praktiken wie Theateraufführungen. Die Arbeiter trugen Kittel, die der Kleidung der frühen Neuzeit und der bäuerlichen Bevölkerung nachempfunden waren. „Seine Zunftmitglieder waren seine Kunstwerke, die er zu formen suchte wo immer es möglich war“, schrieb Aurélie Petiot. Sein enger Mitarbeiter, der Bildhauer Alec Miller (1879–1961), kritisierte allerdings, dass man nur nach seinen Anweisungen arbeiten durfte, und nur ganz selten eine wirkliche Kooperation stattfand. Crawford beschreibt die Zunft als Ashbees „kleines Königreich“.
Die Eltern trennten sich 1893; die Mutter und zwei der drei jüngeren Schwestern kamen bei Charles Ashbee unter. Seine Mutter hatte zeit ihres Lebens großen Einfluss auf ihn. Ashbee entwarf ein Haus in 37 Cheyne Walk in Chelsea für die Familie; von 1896 und 1913 entwarf er sechs weitere Häuser in der Straße, von denen nur zwei (Nr. 38 und 39) den Krieg überleben würden.
Im Jahre 1898 heiratete er trotz seiner homosexuellen Neigungen und Affären Janet Forbes, die neunzehnjährige Tochter von Francis Augustine Forbes, einem Makler aus Kent, der zu den frühen Unterstützern der Zunft zählte. Janet Forbes ließ während der Flitterwochen ihr Korsett am Strand zurück. Sie wurde Mitglied der 1890 gegründeten Healthy and artistic Dress Union, war später im Vorstand tätig und publizierte in deren Verbandsorgan. Sie pflegte Reformkleidung zu tragen, so zeigt sie etwa ein Porträt von William Strang, das 1910 entstand. Der Ehe entsprangen – nach einer Affäre von Janet mit einem Zunftmitarbeiter und einem Nervenzusammenbruch 1908 – vier Töchter: Mary, Helen, Prue und Felicity.

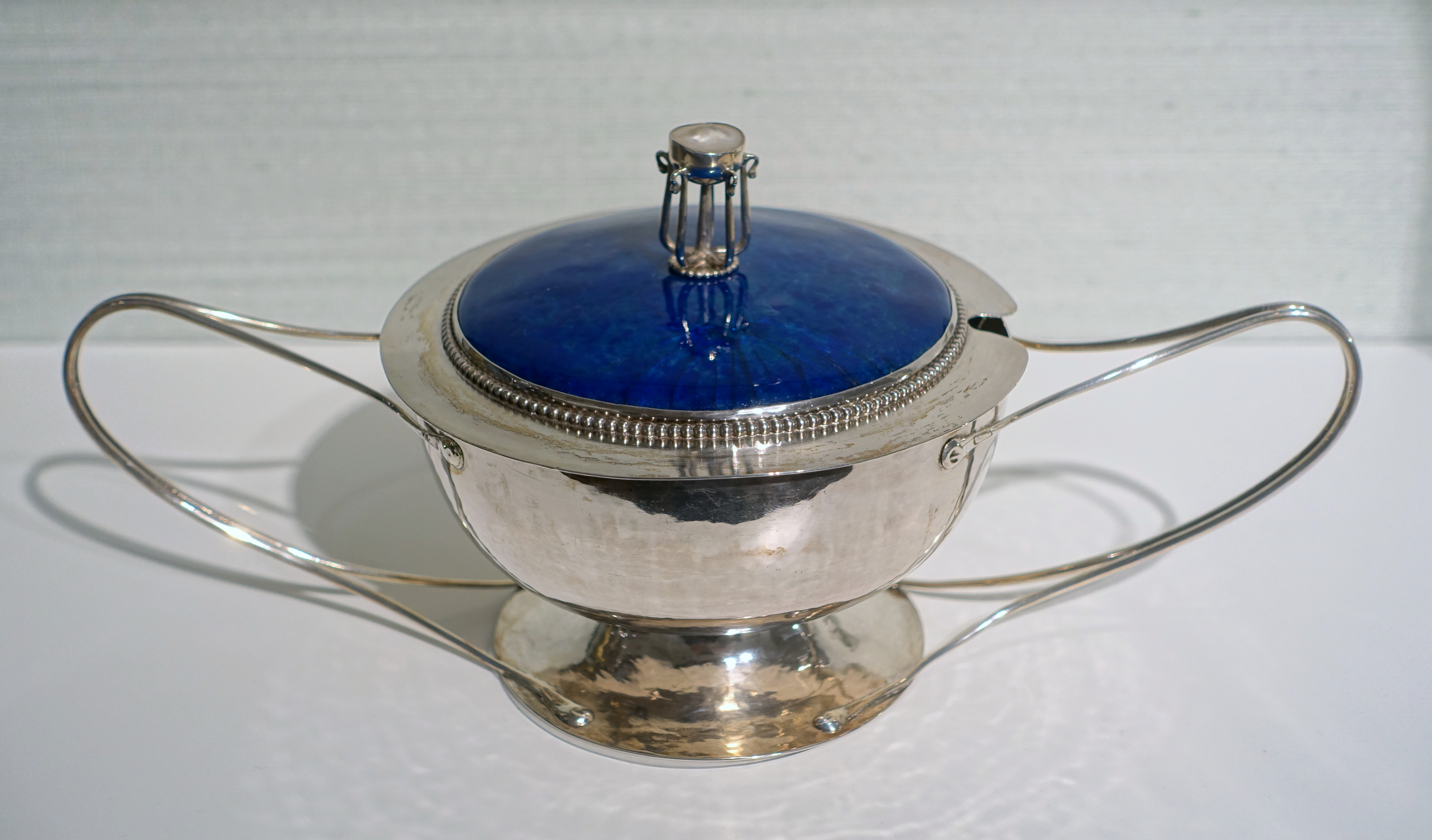
Silberterrine nach einem Entwurf von Ashbee, Hessisches Landesmuseum Darmstadt

Ashbee hatte William Morris seine Pläne für seine Zunft vorgelegt, der diese Idee aber beiseite fegte mit dem Hinweis, dass mit solch einem kleinen Experiment wie einer Zunft dem Leid der Arbeitslosen nicht zu helfen sei. Wie sehr Morris sich irrte, machte die Gründung weiterer „Schulen“ z. B. in Glasgow, Liverpool und Birmingham deutlich. Ashbee grenzte sich jedoch deutlich von Landkommunen nach den Prinzipien Tolstois ab, wie sie etwa 1898 in Purleigh in Essex und 1898 in Whiteway in den Cotswolds gegründet worden waren.
Die School of Handicraft wurde 1895 geschlossen, aber die Gilde (oder Zunft), seit 1891 mit einer Werkstatt im Essex House, 401 Mile End Road im Londoner East End und seit 1899 mit einem Ladengeschäft in der vornehmen 16a Brook Street in Mayfair im Westend war 1900 von 4 auf 150 Mitglieder angewachsen, mit etwa 40 Angestellten. Die Handwerker führten Zimmermannsarbeiten, Schnitzereien, Schränke und Malerei aus. Als eine Schmiede im Garten gebaut wurde, stellten sie auch Metall- und Silberarbeiten sowie Schmuck her. Im Jahre 1898 arbeitete die Gilde mit Mackay Hugh Baillie Scott zusammen bei der Herstellung von Möbeln für den Palast Großherzog Ernst Ludwigs von Hessen-Darmstadt. Die Gilde war auf der Wiener Secessions-Ausstellung 1900 vertreten. Ashbee hatte Verbindung mit Frank Lloyd Wright aufgenommen, als er 1896 Amerika besucht hatte, und hielt auch später Kontakt mit ihm. In Amerika besuchten Ashbee und seine Frau unter anderem den Sohn von Ralph Waldo Emerson und die Roycroft-Kolonie in East Aurora. Im Jahre 1902 wurde Ashbee Ehrenmitglied der Münchner Akademie.

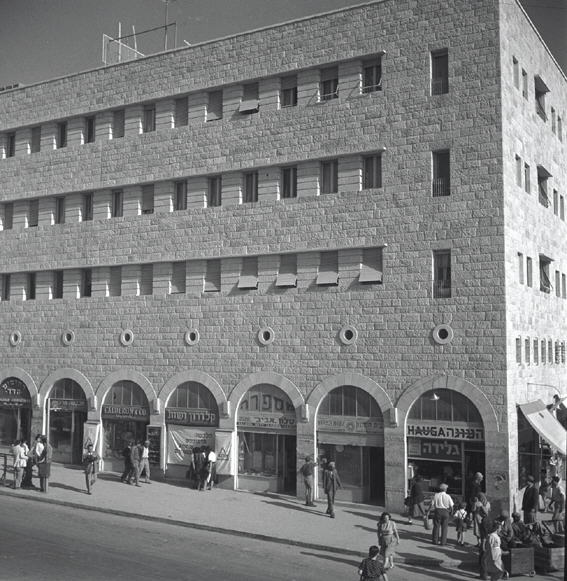
Mahane Yehuda Markt in Jerusalem 1937, der teilweise nach den Plänen Ashbees umgebaut wurde

Ashbee verlegte die Schule 1902 in das beschauliche Landstädtchen Chipping Campden in Gloucestershire, wo sie mit 150 Handwerkern und deren Familien aus Ost-London in einer alten Seidenfabrik (Old Silk Mill) in der Sheep Street unterkam. Seine Frau kandidierte für den Gemeinderat. Ashbee renovierte lokale Kirchen und baute eine normannische Kapelle für den anglo-ceylonesischen Philosophen Ananda Kentish Coomaraswamy um. Das Verhältnis zu den Einheimischen war jedoch oft gespannt.
Die Arbeiten der Zunft wurden in London, Düsseldorf, München und Wien ausgestellt und waren sehr erfolgreich. Die Zunft hatte jedoch seit 1905 Finanzprobleme. Zuerst wurde die Essex House Press geschlossen; die Zunft meldete 1907 Konkurs an. Ashbee verarbeitete seine Erfahrungen zu einem Buch. Einige Handwerker blieben in der Stadt und die Unternehmen sind teilweise noch heute ansässig, wie Hart Gold & Silversmiths. Ashbee lebte zuerst Coomaraswamys Kapelle und zog dann mit seiner Familie nach Broad Campden.

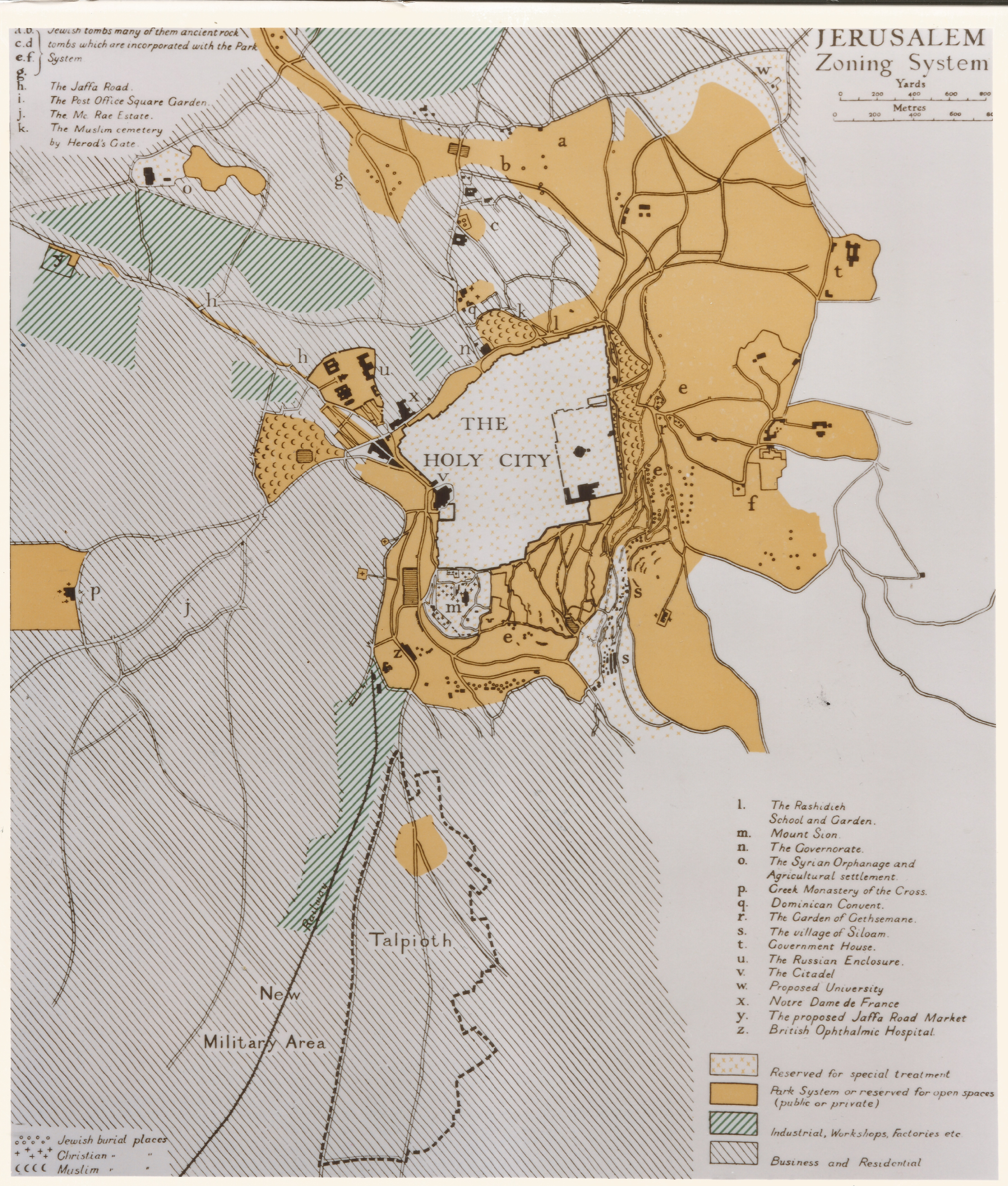
Raumordnungsplan von Jerusalem von Ashbee (1922)

In den Jahren 1917/18 arbeitete Ashbee als Englischlehrer am Sultania Training College in Kairo. Im Jahre 1918 wurde er städtebaulicher Berater von Ronald Storrs und der britischen Militärregierung für Jerusalem. Er restaurierte den mittelalterlichen Suq al-Qattanin und richtete dort eine Schule für Textilarbeiten ein; weitere Handwerker folgten. Außerdem leitete er die Restaurierung der Stadtmauern ein. Im März 1922 kündigte er seine Stellung und begann eine Vortragsreise in die Vereinigten Staaten. Die Familie kehrte 1922 nach England zurück und siedelte sich in seinem Vaterhaus in Godden Green an.
Ashbee starb im Alter von 79 Jahren in Sevenoaks und wurde in der Kirche von St Peter and St Paul in Seal in Kent bestattet.

## Werk
Ashbee entwarf betont schlichte, funktionale Gebäude, vor allem Einfamilienhäuser, bei denen Bau und Ausstattung ein Ganzes bildeten. Er lehnte die überfüllten Räume viktorianischer Häuser ab, vermarktete für seine Zunft allerdings selber viel Zierrat.

## Publikationen
- A Few Chapters in Workshop Re-Construction and Citizenship, 1894.
- The Trinity Hospital in Mile End: an object lesson in national history. London, Guild and School of Handicraft 1896.
- From Whitechapel to Camelot. London, Guild of Handicraft, 1892 (Roman)
- The Survey of London Vol. 1, The parish of Bromley-by-Bow. London County Council. London, King 1900.
- A Description of the Work of the Guild of Handicraft. Guild and School of Handicraft. London, 1902.
- Echoes from the City of the Sun: being poems and songs by C. R. Ashbee. London, Essex House Press, 1905.
- On the need for the establishment of country schools of arts and crafts. Campden, Essex House Press 1906.
- A Book of Cottages and Little Houses, 1906.
- Craftsmanship in Competitive Industry. 1908.
- Modern English Silverwork, 1909.
- The Building of Thelema. London, Dent 1910 (Roman)
- Where the great city stands: a study in the new civics. London, Essex House Press/B. T. Batsford 1917.
- A Palestine notebook, 1918–1923. London, William Heinemann 1923.
- (Hrsg.) Jerusalem, 1918–1920, being the records of the Pro-Jerusalem Council during the period of the British military administration. London, J. Murray for the Council of the Pro-Jerusalem Society 1921.

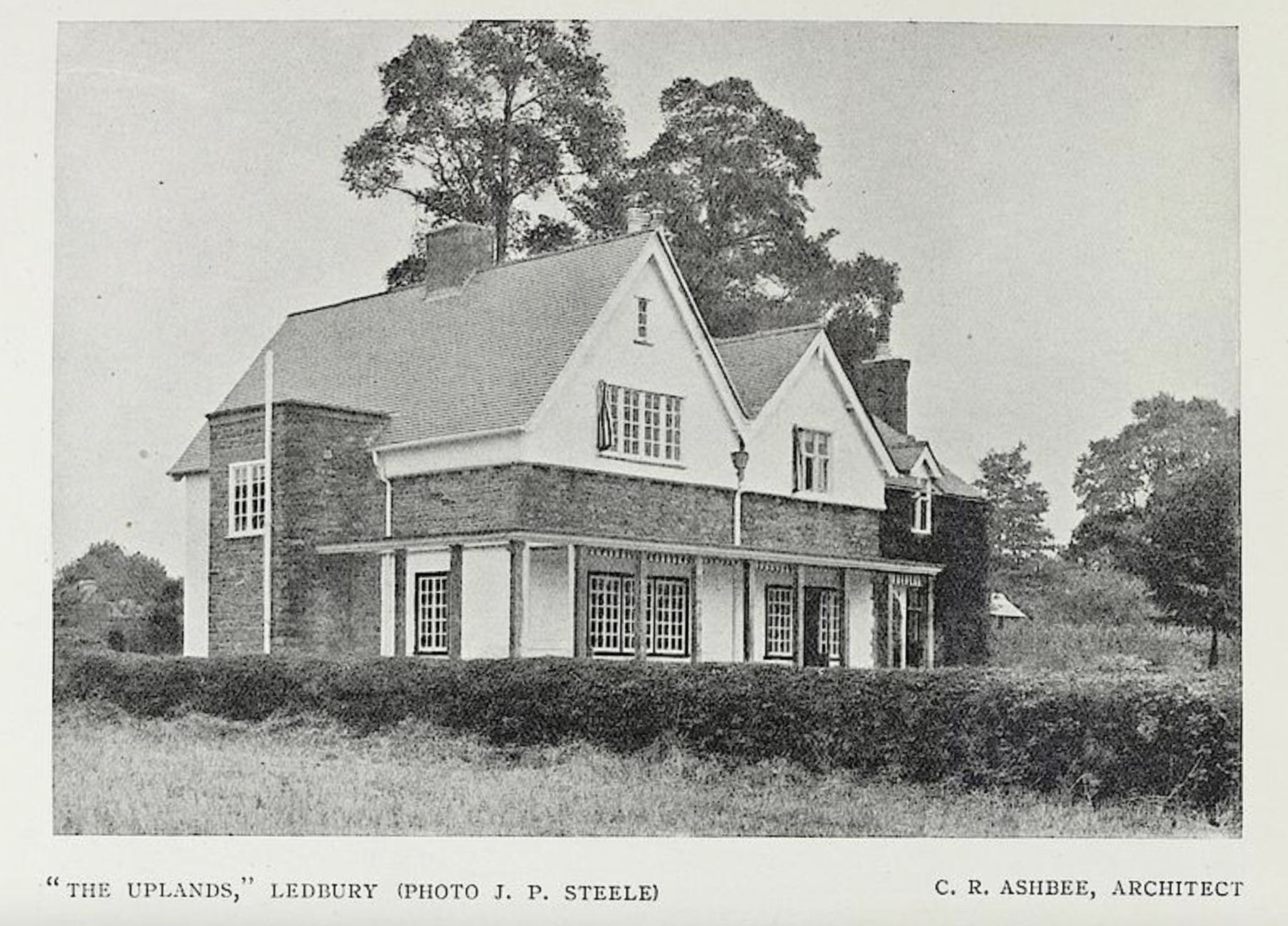
Von Ashbee umgebautes Haus in Ledbury

## Biographien
- Fiona MacCarthy, The Simple Life. London, Lund Humphries 1981.
- Alan Crawford, CR Ashbee: Architect, Designer and Romantic Socialist 1985. Oxford, Blackwell.
- Mary Greensted, An Anthology of the Arts and Crafts Movement: Writings by Ashbee, Lethaby, Gimson and their Contemporaries
- Biographisch zu Jerusalem: Moya Tönnies. Colonial Diplomacy through Art. Jerusalem 1918–1926. Leiden: Brill, 2024.